# Destriana (kommunhuvudort)
Destriana är en kommunhuvudort i Spanien.   Den ligger i provinsen Provincia de León och regionen Kastilien och Leon, i den nordvästra delen av landet, 290 km nordväst om huvudstaden Madrid. Destriana ligger 889 meter över havet och antalet invånare är 712.
Terrängen runt Destriana är lite kuperad. Runt Destriana är det mycket glesbefolkat, med 7 invånare per kvadratkilometer. Närmaste större samhälle är Astorga, 15,0 km norr om Destriana. 